# Jogos da CPLP de 2014
Os IX Jogos da CPLP foram realizados em Luanda, capital de Angola, em 2014. Originalmente estavam agendados para ocorrer em São Tomé, mas quatro meses antes do início São Tomé e Príncipe desistiu de ser anfitrião, deixando Angola sediar pela segunda vez depois da edição de 2005. São esperados atletas sub-17 dos oito países que compõem a CPLP, podendo competir em várias modalidades.

## Modalidades
- Andebol Feminino (Sub-17)
- Atletismo Masculino / Feminino (Sub-16)
- Desporto para pessoas com deficiência Masculino / Feminino (Sub-20)
- Basquetebol Masculino (Sub-16)
- Futebol Masculino (Sub-16)
- Ténis Masculino / Feminino (Sub-16)
- Voleibol de Praia Masculino / Feminino  (Sub-17)
- Judô Masculino / Feminino (Sub-17)
- Ténis de Mesa Masculino / Feminino (Sub-17)
- Natação de águas abertas  Masculino / Feminino (Sub-17)

## Participantes
- Angola
- Brasil
- Cabo Verde
- Guiné-Bissau
- Moçambique
- Portugal
- São Tomé e Príncipe
- Timor-Leste